# Еберхард фон Дона-Шлобитен
Еберхард Фридрих Лудвиг фон Дона-Шлобитен (на немски: Eberhard Friedrich Ludwig Burggraf und Graf zu Dohna-Schlobitten; * 11 август 1846, Кьонигсберг, Прусия; † 2 юли 1905, Валдбург (днес Николаевка, Русия) е бургграф и граф на Дона-Шлобитен в Източна Прусия/Полша.

## Произход
Той е вторият син, третото дете, на бургграф и граф Рихард Фридрих фон Дона-Шлобитен (1807 – 1894) и съпругата му трушсеса графиня Матилда Фридерика Максимилиана Йозефина фон Валдбург-Капустигал (1813 – 1858), дъщеря на трушсес граф Фридрих Лудвиг III фон Валдбург-Капустигал (1776 – 1844) и принцеса Мария Антония Филипина Йозефина фон Хоенцолерн-Хехинген (1781 – 1831). По-големият му брат Рихард Вилхелм Лудвиг фон Дона-Шлобитен (1843 – 1916) е от 1900 г. 1. княз.

## Фамилия
Еберхард фон Дона-Шлобитен се жени на 26 септември 1874 г. в Поданген за графиня Елизабет фон Каниц (* 11 март 1851, Поданген; † 26 ноември 1936, Валдбург), дъщеря на граф Емил Карл Фердинанд фон Каниц (1807 – 1877) и Шарлота фон Зидов (1820 – 1868). Те имат седем деца:
- Еберхард Рихард Емил фон Дона-Шлобитен (* 23 декември 1875, Валдбург; † 11 декември 1957, Лаубах), бургграф и граф, женен на 10 януари 1907 г. в Ронщок за графиня Рената фон Хохберг-Фюрстенщайн (* 7 юли 1883, Ронщок; † 21 май 1948, Лауенбург); има шест деца
- Валпургис Матилда Елизабет Шарлота (* 2 декември 1876, Валдбург; † 30 ноември 1956, Щутгарт), омъжена на 19 май 1908 г. във Валдбург за Франц Йохан Хайнрих Петер Ернст-Алберт фон Мутиус (* 23 февруари 1877, Албрехтдорф; † 25 август 1931, Албрехтдорф)
- Елеонора Доротея Маргарета (* 19 октомври 1878, Валдбург; † 20 юли 1942, Лигниц), омъжена на 23 април 1908 г. във Валдбург за граф Фридрих Франц фон Хохберг-Фюрстенщайн (* 15 септември 1875, Ронщок; † 7 март 1954, Олденбург), брат на съпругата на брат ѝ Еберхард Рихард
- Хериберт Манфред Александер (* 13 април 1880, Валдбург; † 14 януари 1904, до Ватерберг, Германска Южна Африка)
- Лотар Георг (* 18 август 1881, Валдбург; † 11 юни 1939, Франкфурт на Майн), женен на 28 октомври 1905 г. в Бойтценбург за графиня Матилда фон Арним (* 26 юли 1879, Бойтценбург; † 7 януари 1951, Швайнфурт); има двама сина
- Хайнрих Карл Валдемар (* 15 октомври 1882, Валдбург; † 14 септември 1944, Берлин), генерал-майор, участвал в опита за убийство на Адолф Хитлер от 20 юли 1944 г., женен на 18 май 1920 г. в Кьонигсберг за Мари-Агнес фон Борке (* 14 февруари 1895, Ратенов; † 25 юни 1983, Фьолксен); има четири деца
- Албрехт Филип (* 12 март 1891, Валдбург; † 8 февруари 1915, Бруге, военната болница)